# Maksym Priadun
Maksym Ołeksandrowycz Priadun, ukr. Максим Олександрович Прядун (ur. 17 lutego 1997 w Kirowohradzie) – ukraiński piłkarz, grający na pozycji napastnika.

## Kariera piłkarska

### Kariera klubowa
Wychowanek klubów Olimpik Kirowohrad i Illicziweć Mariupol, barwy których bronił w juniorskich mistrzostwach Ukrainy (DJuFL). 3 sierpnia 2014 roku rozpoczął karierę piłkarską w młodzieżowej drużynie Illicziwca Mariupol. Na początku 2016 przeszedł do Worskły Połtawa. Zimą 2017 przeniósł się do Zirki Kropywnycki. 4 września 2018 został piłkarzem Arsenału Kijów, w którym grał do końca roku. 24 lipca 2019 zmienił klub na Metalist 1925 Charków.